# Gnophosema palumba
Gnophosema palumba là một loài bướm đêm trong họ Geometridae.